# Tom Aldredge
Tom Aldredge (Dayton, Ohio; 28 de febrero de 1928-Tampa, Florida; 22 de julio de 2011) fue un actor de cine, teatro y televisión estadounidense.

## Vida y carrera
Nació en Dayton, Ohio, hijo de Lucienne Juliet Marcillat y W. J. Aldredge, un coronel del Cuerpo Aéreo del Ejército de los Estados Unidos. En un principio aspiraba a ser abogado y fue estudiante de leyes en la Universidad de Dayton a finales de los año 1940. En 1947 decidió dedicarse a la actuación tras asistir a una producción original de Broadway de Un tranvía llamado Deseo.
Aldredge consolidó una respetada carrera en el circuito de Broadway que duró cinco décadas. Debutó en Broadway interpretando a Danny en el musical The Nervous Set de 1959. En 1972 ganó un Drama Desk Award por su papel de Ozzie, el padre de un veterano de Vietnam ciego, en Sticks and Bones de David Rabe. Fue el Norman Thayer Jr. original en On Golden Pond de 1978, consiguiendo su primera nominación al premio Tony. Sin embargo, su papel más conocido es el del narrador en Into the Woods de Stephen Sondheim y James Lapine, un personaje que más tarde repetiría. Además creó un personaje en otra colaboración de Sondheim y Lapine, Passion. Aldredge formó parte de la nueva versión de 1997 de Inherit the Wind producida por Tony Randall, donde interpretó al reverendo Brown en un reparto también integrado por George C. Scott, Charles Durning y Anthony Heald.
También tuvo una larga carrera de 50 años trabajando como actor secundario en el cine y la televisión. Ganó un premio Daytime Emmy en 1978 por su interpretación de William Shakespeare en un episodio del programa The CBS Festival of Lively Arts for Young People.
Se casó con la vestuarista Theoni V. Aldredge en 1953, con quien estuvo casado hasta su muerte el 21 de enero de 2011.
Aldredge murió de cáncer el 22 de julio de 2011 en un hospital de Tampa, Florida, tenía 83 años de edad.

## Filmografía

### Cine
- The Mouse on the Moon (1963) - Wendover
- The Troublemaker (1964) - Jack Armstrong
- Who Killed Teddy Bear? (1965) - Adler
- The Boston Strangler (1968) - Harold Lacey
- The Rain People (1969) - Mr Alfred
- The Happiness Cage (1972) -
- Countdown at Kusini (1976) - Ben Amed
- Full Moon High (1981) - Carcelero
- Seize the Day (1986) - Rappaport
- *batteries not included (1987) - Sid Hogenson
- Brenda Starr (1989) - (fake) Capitán Borg
- See You in the Morning (1989) - Padre de Beth
- Other People's Money (1991) - Ozzie
- What About Bob? (1991) - Mr Guttman
- O Pioneers! (1992) - Ivar
- The Adventures of Huck Finn (1993) - Dr Robinson
- Barbarians at the Gate (1993) - Charlie Hugel
- The Stars Fell on Henrietta (1995) - Viejo malhumorado
- Lawn Dogs (1997) - Padre de Trent
- Commandments (1997) - Mr Mann
- Rounders (1998) - Juez Marinacci
- Stranger in the Kingdom (1998) - Elijah Kinneson
- Message in a Bottle (1999) - Hank Land
- The American Astronaut (2001) - Anciano
- Camouflage (2001) - Lionel Pond
- Cold Mountain (2003) - Ciego
- Intolerable Cruelty (2003) - Herb Myerson
- Wrigley (2004) - Tony
- Twilight's Last Gleaming (2005) - Marido de Virginia
- Game 6 (2005) - Michael Rogan
- Delirious (2006) - Padre de Les
- All the King's Men (2006) - Banquero
- The Assassination of Jesse James by the Coward Robert Ford (2007) - Alcalde George Hite
- Diminished Capacity (2008) - Wendell Kendall
- My Sassy Girl (2008) - Anciano
- A Magic Helmet (2009) - David / Wotan
- Taking Chance (2009) - Charlie Fitts

### Televisión
- The Seasons of Youth (1961) - Premise Player
- Ten Blocks on the Camino Real (1966) - Barón de Charlus
- N.Y.P.D. - Mr Mahoney (1 episodio, 1969)
- Sticks and Bones (1973)
- King Lear (1974) - Bufón
- Wide World Mystery - Nemith (1 episodio, 1974)
- The Adams Chronicles (1976) - James McHenry
- The Storyteller (1977) - Frank Eberhardt
- The CBS Festival of Lively Arts for Young People - William Shakespeare (1 episodio, 1977)
- Ryan's Hope - Matt Pearse (34 episodios, 1979 - 1982)
- Nurse (1980) - Kelly O'Brien
- The Man That Corrupted Hadleyburg (1980) - Edward Richards
- Love, Sidney (1981)
- The Gentleman Bandit (1981) - Monseñor
- CBS Library - Presentador/Washington Irving (1 episodio, 1982)
- The American Snitch (1983) - Capitán Crackers
- Puddn'head Wilson (1984) - Juez Driscoll
- Heartbreak House (1985) - Mazzini
- Doubletake (1985) - Glendon Lane
- A Special Friendship (1987) - Jefferson Davis
- CBS Schoolbreak Special - Joseph Hauptmann (1 episodio, 1989)
- American Playhouse - Older Edward (1 episodio, 1990)
- Separate But Equal (1991)
- Into the Woods (1991) - Narrador/Hombre misterioso
- Lincoln and the War Within (1992)
- In the Best of Families: Marriage, Pride & Madness (1994)
- New York News - (1 episodio, 1995)
- Passion (1996) - Dr Tambourri
- Harvest of Fire (1996) - Jacob Hostetler
- Andersonville (1996) - Sargento Horace Trimble
- Now and Again - Mr Leflin (1 episodio, 1999)
- Earthly Possessions - Spry Old Man (1 episodio, 1999)
- Law & Order - Retired Props Clerk (1 episodio, 2000)
- Third Watch - (1 episodio, 2000)
- Los Soprano - Hugh DeAngelis (23 episodios, 2000 - 2007)
- Law & Order: Criminal Intent - Attorney George Knowles (1 episodio, 2001)
- Line of Fire - Senador Glenn Boulder (1 episodio, 2004)
- Damages - Tío Pete (11 episodios; 2007 - 2009)
- Click and Clack's As the Wrench Turns - Profesor (1 episodio, 2008)
- Boardwalk Empire - Ethan Thompson (5 episodios, 2010-2011)

### Teatro
- Slapstick Tragedy (1966)
- Stock up on Pepper 'Cause Turkey's Going to War (1967)
- Everything in the Garden (1967)
- Indians (1969)
- The Engagement Baby (1970)
- How The Other Half Loves (1971)
- Sticks and Bones (1972)
- The Iceman Cometh (1973)
- Where's Charley? (1975)
- Vieux Carré (1977)
- Saint Joan (1977)
- On Golden Pond (1979)
- The Little Foxes (1981)
- Strange Interlude (1985)
- Into the Woods (1987)
- Passion (1994)
- Inherit the Wind (1996)
- The Three Sisters (1997)
- 1776 (1997)
- The Time of the Cuckoo (2000)
- Las aventuras de Tom Sawyer (2001)
- The Crucible (2002)
- Twentieth Century (2004)
- Twelve Angry Men (2004).